# Svarttjärnen (Färnebo socken, Värmland, 663862-139303)
Svarttjärnen är en sjö i Filipstads kommun i Värmland och ingår i Göta älvs huvudavrinningsområde.